# Carcará
O carcará (nome científico: Caracara plancus)  é uma espécie de ave de rapina da Ordem Falconiformes, Família Falconidae. Mede cerca de 50 a 60 cm de comprimento (da cabeça à cauda) e sua envergadura varia em torno de 123 cm. Habita o centro e o sul da América do Sul. Taxonomicamente, o carcará não é uma águia e nem um gavião, mas sim um parente distante dos falcões.

## Etimologia
Caracará e carcará vêm do tupi karaka'rá - onomatopeia para o som que emite.[carece de fontes?] Carancho vem do tupi ka'rãi, "arranhar, rasgar com as unhas".
Também é conhecido pelos nomes: caracará, carancho, caranjo, caracara, caracaraí e gavião-de-queimada ou carcará-de-poupa.
O nome carcará foi selecionado como nome vernáculo técnico para a espécie Caracara plancus pelo Comitê Brasileiro de Registros Ornitológicos (CBRO) em 2021.

## Nome científico
Seu nome científico Caracara plancus significa: do tupi caracará = onomatopeia para o som emitido por esta ave; e do latim plancus, plangos = águia. Ou seja, Águia que emite o som “cará, cará”.

## Descrição
O carcará é facilmente reconhecível, quando pousado, pelo fato de ter um penacho preto sobre a cabeça parecido com um solidéu, assim como o bico adunco e alto, que se assemelha à lâmina de um cutelo; a face, chamada de cera, varia do vermelho ou laranja quando está calmo, ao amarelo quando está irritado, disputando território ou alimento.
Tem as costas recobertas de preto e, no peito, apresenta uma combinação de marrom claro com riscas pretas, de tipo carijó ou pedrês; suas patas são compridas e amarelas; em voo, assemelha-se a um urubu, mas é reconhecível porque sua cauda é mais longa e as asas são mais estreitas, com duas manchas de cor clara nas extremidades.

## Alimentação
Não é um predador especializado e sim um generalista e oportunista. Onívoro, alimenta-se de quase tudo que acha, de animais vivos ou mortos até o lixo humano, tanto nas áreas rurais como urbanas. Suas estratégias para obtenção de alimento são variadas: caça pequenos vertebrados como sapos e serpentes, e invertebrados, como insetos e aracnídeos; rouba filhotes de outras aves; arranha o solo com os pés em busca de amendoim e feijão; apanha frutos de dendê; acompanha tratores a arar a terra, para capturar minhocas e outros invertebrados. Pode ser visto coexistindo com urubus, compartilhando carniças. É comum ser avistado ao longo das rodovias para alimentar-se dos animais atropelados. Na maré baixa, caça crustáceos nos manguezais; pratica pirataria, quando persegue gaivotas para forçá-las a deixar cair suas presas.

## Hábitos

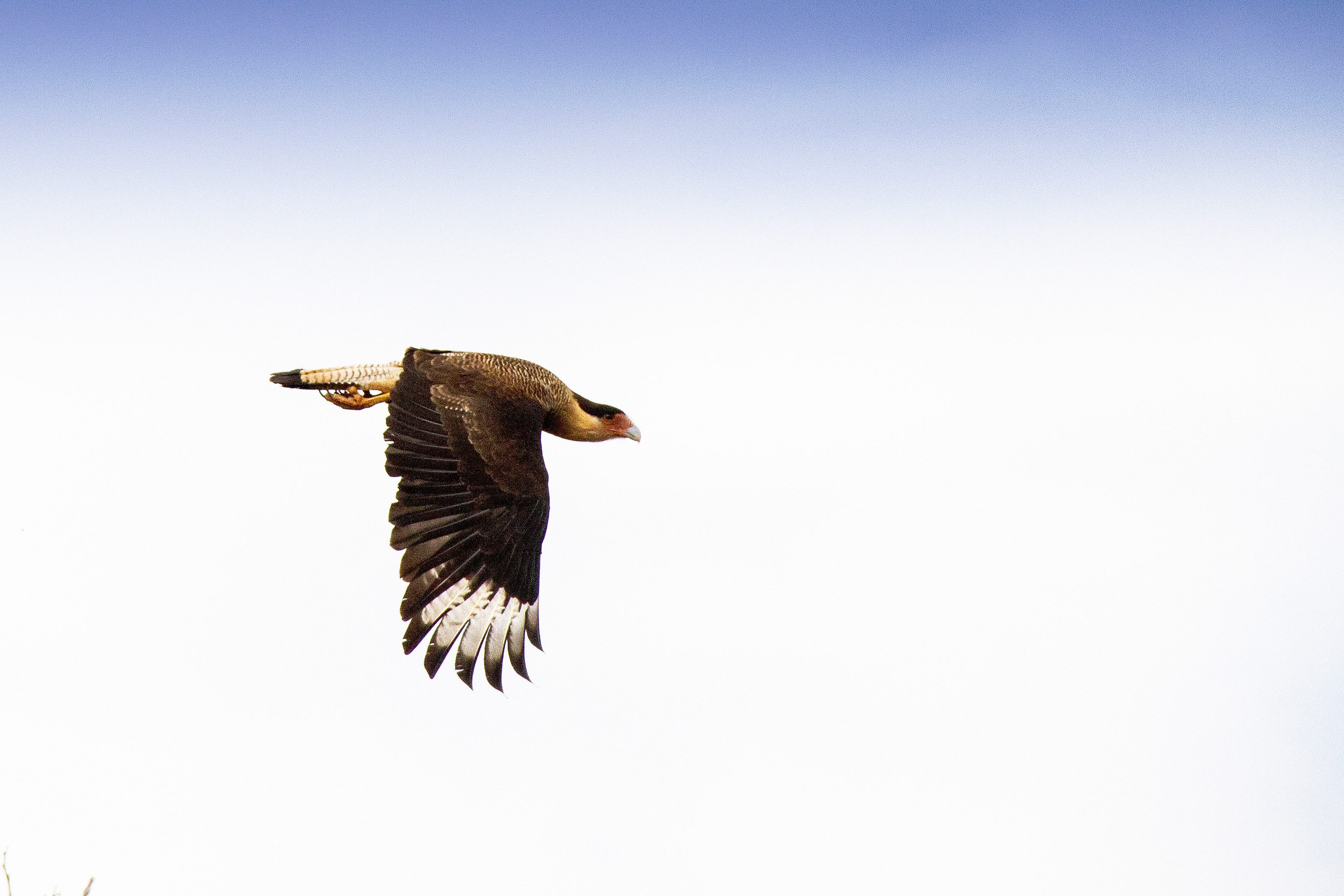
Carcará em voo livre

Vive solitário, aos pares ou em grupos, beneficiando-se da conversão de florestas em áreas de pastagem. Pousa em árvores ou cercas, sendo frequentemente observado no chão, junto a queimadas e ao longo de estradas. Passa muito tempo no chão, ajudado pelas suas longas patas adaptadas à marcha, mas é também um excelente voador e planador, costuma acompanhar as correntes de ar ascendentes. Durante a noite ou nas horas mais quentes do dia, costuma ficar pousado nos galhos mais altos, sob a copa de árvores isoladas ou nas matas ribeirinhas. É visto com frequência em áreas urbanas.
Carcarás foram descritos coexistindo com urubus-de-cabeça-preta em áreas rurais e urbanas, em especial na interface entre os dois ambientes. Interações agonísticas são observadas, mas também atitudes ameaçadoras. Comportamento social interespecífico, interspecific allopreening, com interações pacíficas entre indivíduos das duas espécies, é observado e provavelmente ocorre como modo de aproximação entre caracarás e urubus na formação de um bando misto, que parece ser favorecido pela vigilância dos caracarás e seu grito de alerta.
Para demarcar território ou para comunicação entre o casal, possui um chamado que origina o seu nome comum, “carcará”. Nesse chamado, dobra o pescoço para trás e mantém a cabeça sobre as costas, enquanto emite o som.

## Reprodução
Constrói um ninho com galhos em árvores, podendo usar as bainhas de folhas de palmeiras. Usa o ninho de outras aves também. A postura do carcará é composta de dois ou três ovos, raramente, quatro. A coloração dos ovos é entre branco e castanho avermelhado, podendo variar nas tonalidades existentes entre estas cores. Os ovos possuem manchas castanhas ou vermelhas e medem cerca de 56 a 61 mm de comprimento por 44 a 47 mm de largura. A incubação dura em média 28 dias e é feita por ambos os pais. Os filhotes saem do ninho por volta do terceiro mês de vida, mas continuam sendo cuidado pelos pais.